# سلطنة بولونغان
كانت سلطنة بولونغان دولة إمارة إندونيسية تقع في منطقة بولونغان الموجودة في مقاطعة كالمنتان الشمالية بإندونيسيا في شرق جزيرة بورنيو. مع أراضيها الممتدة في جميع أنحاء الشواطئ الشرقية كالمنتان الشمالية وتاواو، ماليزيا.

## التاريخ

### التأسيس
تأسست السلطنة من قبل جماعة كايان، أوما آبان، التي نشأت من المنطقة الداخلية لأبو كايان (هضبة مرتفعات كيان)، قبل أن تستقر بالقرب من الساحل في القرن السابع عشر. حوالي عام 1650، تزوجت أميرة المجموعة رجلاً من بروناي. أسس هذا الزواج سلالة هندوسية استقرت في منطقة تانجونج سيلور اليوم. حوالي 1750، تحولت هذه السلالة إلى الإسلام. أخذ حكامها لقب السلطان وتم الاعتراف بهم كأتباع لسلطان بيراو، وهذا الأخير يعترف بأنه تابع لمملكة كوتاي.
في عام 1850، وقع الهولنديون، الذين احتلوا بيراو في عام 1834 وفرضوا سيادتهم على كوتاي في عام 1848، مع سلطان بولونغان عقدًا بوليتييك. تدخل الهولنديون في المنطقة لمكافحة القرصنة والاتجار بالعبيد.

### التدخل الأجنبي
في عام 1881، تم إنشاء شركة شمال بورنيو المرخصة، وبالتالي وضعت شمال بورنيو تحت السلطة البريطانية، على الرغم من الاعتراضات الهولندية الأولية. تم دمج السلطنة أخيرًا في الإمبراطورية الاستعمارية لجزر الهند الشرقية الهولندية في عقد 1880. قام الهولنديون بتثبيت منصب حكومي عام 1893 في تانجونج سيلور. في القرن العشرين، مثل العديد من الولايات الاميرية الأخرى من الأرخبيل، أُجبر السلطان على التوقيع على Korte verklaring: «بيان قصير» باع فيه معظم صلاحياته على الأرض المنبع.
اعترف الهولنديون في النهاية بالحد الفاصل بين السلطتين الاستعماريتين في عام 1915. حصلت السلطنة على وضع " Zelfbestuur " (الحكم الذاتي) في عام 1928، ومثلها مثل العديد من الدول الأميرية في جزر الهند الهولندية.
أعطى اكتشاف النفط من قبل BPM (شركة باتافيا للبترول) في جزيرتي بونيو وتاراكان أهمية كبيرة لبولونغان للهولنديين، الذين جعلوا تاراكان المدينة الرئيسية في المنطقة.

### استقلال ما بعد إندونيسيا
بعد الاعتراف بالاستقلال الإندونيسي من مملكة هولندا، حصل الإقليم على وصف " Bulungan Wilayah swapraja" ، أو «إقليم بولونغان الذاتي الحكم»، في عام 1950، قبل حصوله على وصف Wilayah istimewa، أو «إقليم خاص» في عام 1955. آخر سلطان (جلال الدين) توفي عام 1958. ألغيت السلطنة في عام 1959، وأصبحت تعرف بصفتها مجرد kabupaten، أو «ريجنسي/منطقة وصاية».

### مأساة بولتيكين
كانت مأساة بولتيكن المذبحة التي ارتكبها الجنود الإندونيسيون في فجر يوم الجمعة، 3 يوليو 1964، حيث انقضت قوات من براويجا 517 جنديًا بقيادة تاهي بونار سيماتوبانج بأوامر من العميد سوهاريو بسرعة في قصر بولونغان، واختطفت سكانها النبلاء بينما أحرقت بقية أراضي القصر التي استمرت ليومان وليلتين يوم الجمعة 24 يوليو 1964. قُتل المختطفون فيما بعد، ذُكر أن السلطان Raja Muda Datu Mukemat (رجا مودا داتو مقيمات) على وجه الخصوص نقل إلى البحر بين جزيرتي تاراكان وبونيو، حيث تم تكبيله بالحجارة كثقل، وأُردي بالرصاص وأُلقي بالرصاص في البحر.

## صالة عرض

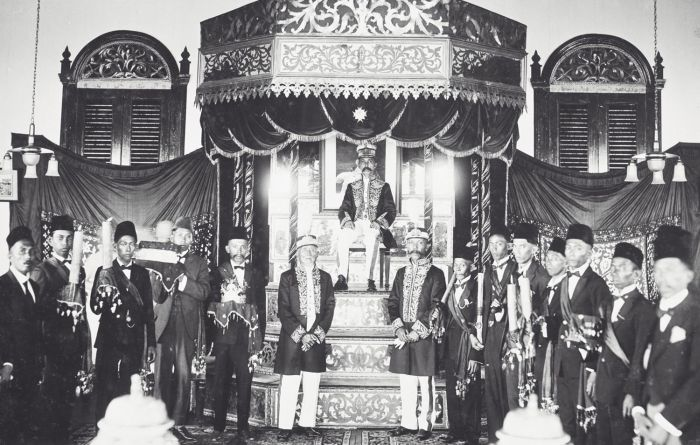
الطبقة المدمرة لسلطنة بولونغان (أخذت في 1925-1935).
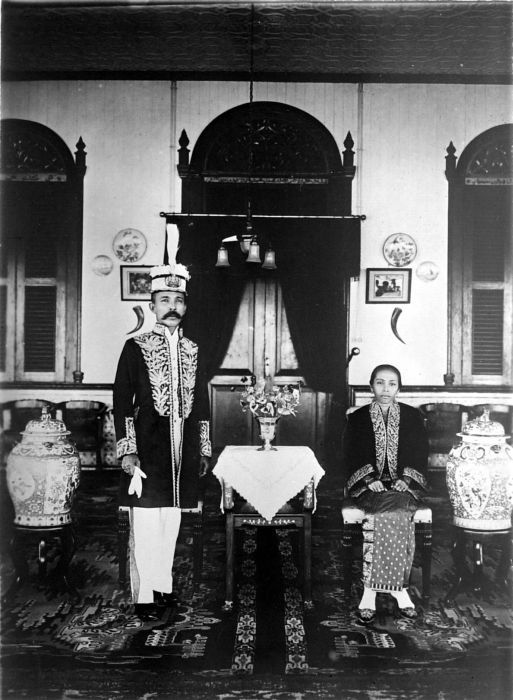
عبد الجليل سلطان بولونغان مع قرينته الملكة (1940).